# Futbolo Klubas Riteriai
Il Futbolo Klubas Riteriai, meglio noto come Riteriai, è una società calcistica lituana con sede nella città di Vilnius. Dopo aver vinto la Pirma lyga 2024, la seconda serie del campionato lituano di calcio. il club partecipa alla A Lyga, il massimo torneo calcistico lituano.  Fondato nel 2005 come FK Trakai, nel 2019 ha cambiato denominazione in FK Riteriai.

## Storia
Il club è stato fondato nel 2005 come FK Trakai, come una società senza scopo di lucro . Nel 2006 venne formata la squadra che venne iscritta al campionato di 3 Lyga, il quarto livello del campionato lituano di calcio. Nel biennio 2009-2010 il Trakai ha raggiunto prima la 2 Lyga e poi la 1 Lyga, il secondo livello nazionale. Nell'estate 2011 il club ha organizzato dei campi scuola in collaborazione con il Milan, che, in cambio di una quota annuale spediva allenatori del settore giovanile. Al termine della stagione 2011 grazie al terzo posto conquistato nel campionato di Pirma Lyga è stato ammesso in A Lyga, la massima serie nazionale, per la stagione 2012.
Con la promozione in A Lyga il Trakai spostò il suo campo da gioco allo Stadio LFF, lo stadio allora della federazione lituana a Vilnius (oggi stadio di proprieta' dell'altra squadra cittadina, lo Žalgiris), dotato di manto artificiale. Nel 2014 la prima stagione in A Lyga si concluse con il quarto posto finale, che valse al Trakai una storica qualificazione alla UEFA Europa League per l'edizione 2015-2016, conclusasi con l'eliminazione al secondo turno preliminare. Nelle due stagioni successive (2015 e 2016) il Trakai ha conquistato il secondo posto finale in campionato dietro allo Žalgiris Vilnius, e qualificandosi in entrambe le stagioni alla UEFA Europa League. Il Trakai raggiunse la finale della Lietuvos Taurė 2015-2016, venendo sconfitto dallo Žalgiris Vilnius dopo i tempi supplementari. Sia nel 2016 sia nel 2017 il Trakai ha disputato la finale della Supercoppa lituana, venendo in entrambi i casi sconfitto sempre dallo Žalgiris Vilnius.
Al termine della stagione 2017 si è qualificato per i preliminari della UEFA Europa League 2018-2019. Nel primo turno i lituani hanno affrontato i gallesi del Cefn Druids, battendoli con un 1-0 in casa dopo un pareggio in trasferta; nel secondo il Trakai ha avuto la meglio anche sull'Ertis grazie a una vittoria in terra kazaka dopo un pareggio senza reti in casa; mentre nel terzo turno è stato sconfitto dal Partizan, perdendo per 1-0 in trasferta e pareggiando per 1-1 in casa.
Nel gennaio 2019 il club ha cambiato denominazione in FK Riteriai.

## Palmarès

### Competizioni nazionali
- Pirma lyga: 1

2024

### Altri piazzamenti
- Campionato lituano:

Secondo posto: 2015, 2016
Terzo posto: 2017, 2018, 2019
- Coppa di Lituania:

Finalista: 2015-2016
Semifinalista: 2013-2014, 2020
- Supercoppa di Lituania:

Finalista: 2016, 2017
- 1 Lyga:

Terzo posto: 2013

## Statistiche

### Partecipazione ai campionati
| Livello | Categoria | Partecipazioni | Debutto | Ultima stagione | Totale |
| ------- | --------- | -------------- | ------- | --------------- | ------ |
| 1º      | A Lyga    | 8              | 2014    | 2025            | 8      |
| 2º      | 1 Lyga    | 4              | 2011    | 2024            | 4      |
| 3º      | 2 Lyga    | 1              | 2010    | 2010            | 1      |
| 4º      | 3 Lyga    | 4              | 2006    | 2009            | 4      |

### Statistiche nelle competizioni UEFA
Tabella aggiornata alla fine della stagione 2019-2020.
| Competizione       | Partecipazioni | G  | V | N | P | RF | RS |
| ------------------ | -------------- | -- | - | - | - | -- | -- |
| UEFA Europa League | 5              | 20 | 9 | 6 | 5 | 22 | 22 |

## Organico

### Rosa 2020
Aggiornata al 27 settembre 2020.
| N. |                           | Ruolo | Calciatore              |
| -- | ------------------------- | ----- | ----------------------- |
| 1  | Lituania (bandiera)       | P     | Geraldas Širvinskas     |
| 2  | Finlandia (bandiera)      | D     | Akseli Kalermo          |
| 3  | Lituania (bandiera)       | D     | Deividas Malžinskas     |
| 5  | Lituania (bandiera)       | D     | Ričardas Šveikauskas    |
| 6  | Lituania (bandiera)       | C     | Valentin Jeriomenko     |
| 7  | Lituania (bandiera)       | C     | Dovydas Virkšas         |
| 8  | Lituania (bandiera)       | C     | Mindaugas Grigaravičius |
| 10 | Costa d'Avorio (bandiera) | C     | Lajo Traoré             |
| 11 | Lituania (bandiera)       | C     | Dominyk Kodz            |
| 12 | Nigeria (bandiera)        | A     | Bright Osuoha Godwin    |
| 13 | Lituania (bandiera)       | C     | Rokas Masenzovas        |
| 16 | Lituania (bandiera)       | C     | Matas Ramanauskas       |
| 18 | Lituania (bandiera)       | D     | Dominykas Barauskas     |

| N. |                      | Ruolo | Calciatore           |
| -- | -------------------- | ----- | -------------------- |
| 19 | Lituania (bandiera)  | A     | Gytis Paulauskas     |
| 20 | Lituania (bandiera)  | D     | Aleksandras Levšinas |
| 27 | Lituania (bandiera)  | C     | Rokas Filipavičius   |
| 28 | Lituania (bandiera)  | C     | Juozas Lubas         |
| 30 | Venezuela (bandiera) | C     | Ángel Lezama         |
| 31 | Lituania (bandiera)  | P     | Lukas Paukštė        |
| 33 | Lituania (bandiera)  | D     | Valdemar Borovskij   |
| 44 | Lituania (bandiera)  | C     | Tomas Dombrauskis    |
| 50 | Lituania (bandiera)  | C     | Justinas Marazas     |
| 79 | Lituania (bandiera)  | C     | Valdas Paulauskas    |
| 88 | Lituania (bandiera)  | P     | Tadas Simaitis       |
| 93 | Brasile (bandiera)   | A     | Michael Thuíque      |